# Station Warszawa Gocławek
Station Warszawa Gocławek is een spoorwegstation in het stadsdeel Wawer in de Poolse hoofdstad Warschau.